# 高島春雄
高島 春雄（たかしま はるお、1907年（明治40年）3月20日- 1962年（昭和37年）5月31日）は、日本の動物学者。

## 人物
高島春雄は、東京生まれの動物学者である。
1960年にコビトカバが上野動物園に導入された際、オカピ、ジャイアントパンダ、コビトカバの3種を世界三大珍獣として選抜したことで知られる。

## 年譜
- 1907年（明治40年）3月20日：高島米峰、きみの長男として東京市で出生。
- 1913年（大正2年）：東京市本郷区誠之小学校に入学。
- 1919年（大正8年）：旧制東京府立第五中学校に入学。
- 1925年（大正14年）：旧制静岡高等学校理科に入学。
- 1929年（昭和4年）：旧制静岡高等学校理科を卒業。
- 1933年（昭和8年）：東京文理科大学理学部生物学科に入学。
  - 昆虫趣味の会を創立、幹事に就任し、「昆虫界」の発行に力を注ぐ。
- 1936年（昭和11年）：東京文理科大学卒業。
  - 6月東京文理科大学副手。
  - 東亜蜘蛛学会創立発起人、幹事となる。
- 1938年（昭和13年）：虫聖会創立、総裁に就任。
- 1941年（昭和16年）：日本動物学会庶務会計幹事、動物学雑誌の編集を担当（1946年（昭和21年））まで。
- 1943年（昭和18年）：東京文理科大学講師（1947年（昭和22年））。
- 1946年（昭和21年）：哺乳動物談話会創立発起人。
- 1947年（昭和22年）：
  - 山階鳥類研究所所員
  - 日本鳥学会幹事
  - 日本鳥類保護連盟参与
- 1949年（昭和24年）：
  - 日本哺乳動物学会（戦後）創立発起人、委員。
  - 国立自然教育園評議員。
- 1950年（昭和25年）：日本動物分類学会創立幹事となり、会報の編集発行その他の会務を執行。
- 1952年（昭和27年）：早稲田大学文学部講師。
- 1954年（昭和29年）：日本昆虫学会評議員。
- 1957年（昭和32年）：
  - 「動物と動物園」編集委員。
  - 日本動物園水族館協会の動物名統一協議会委員
  - 優秀映画選定委員。
  - 郵便切手図案審議会委員。
  - 日本学術会議動物学研究連絡委員会動物命名法小委員会委員。
  - 爬虫類学会創立世話人。
- 1962年（昭和37年）
  - 日本博物温古会創立世話人代表。
  - 5月31日：東京都渋谷区千駄ヶ谷の自宅で急性気管性肺炎により逝去。55歳。
- 2007年（平成19年）3月20日：生誕100年。
- 2012年（平成24年）
  - 5月31日：没後50年。
  - 9月20日：没後50年を記念して、日本哺乳類学会アーカイブは、日本哺乳類学会2012年度麻布大会（高槻成紀大会長）において歴史展示（追加）に高島春雄氏の肖像を展示した。

## 著書
- 『動物・脊椎動物』研究社学生文庫 1940
- 『動物園での研究』研究社 1941 少国民理科の研究叢書
- 『動物渡来物語』日本出版社 1947 国民科学文庫
- 『鶏と兎』1947 研究社学習文庫
- 『動物図絵』国民図書刊行会 1948
- 『昆虫の世界』雁書房 1949 少年少女学習文庫
- 『よい虫わるい虫』小学館 1949
- 『動物と私たち』中央公論社 1950 ともだち文庫
- 『動物園や博物館での研究』岩崎書店 1951 少年の観察と実験文庫
- 『動物の冬ごもり』中山周平絵 岩崎書店 1951 少年の観察と実験文庫
- 『なかよし動物学』縄書房 1952
- 『季節の動物・話題の動物』内田老鶴圃 1956 理科教養文庫
- 『滅びゆく動物たち』中央公論社 1957
- 『珍しい動物たち わたしの空想動物園』社会思想研究会出版部・現代教養文庫 1958
- 『動物の世界』あかね書房 少年少女最新科学全集 1967
- 『動物物語』八坂書房 1986

### 共著
- 『南の動物』古川晴男共著 光風館 1942
- 『帰化動物』丘英通共著 北方出版社 1947 理学モノグラフ
- 『昆虫の本 生活・採集飼育と標本の作り方』小林清之介共著 あかね書房 1952 小学生学習文庫
- 『鳥類の図鑑』黒田長久共著 小学館 1956 学習図鑑シリーズ
- 『とりと子どもの物語』神戸淳吉共著 実業之日本社 1956 お話博物館 2年生
- 『動物の世界』今泉吉典共著 小学館 1960 科学図説シリーズ

## 論文
- 国立情報学研究所収録論文 国立情報学研究所

- 1929年（昭和4年） ゴンドウの記， Lansania, Vol. 1, No. 7.
- 1929年（昭和4年） 邦産哺乳動物数種の和名弁，台湾博物学会々報，Vol. 19, No. 105, 574-577.
- 1929年（昭和4年） 台湾産猫科哺乳動物管見. 台湾博物学会々報，Vol. 19, No. 105, 564-569.
- 1930年（昭和5年） 日本哺乳動物名棄(1)，台湾博物学会々報，Vol. 20, No. 109, 195-217.
- 1931年（昭和6年） 本邦近海産鯨族資料， Lansania, Vol. 3, No. 23.
- 1932年（昭和7年）3月15日 台湾産Felidae の和名に就て， 動物学雑誌，44(521), 109-112.
- 1932年（昭和7年）4月15日 渡瀬博士論著目録補遺，動物学雑誌 44(522), 162-163.
- 1932年（昭和7年）10月15日 渡瀬博士論著追補，動物学雑誌 44(528), 399.
- 1933年（昭和8年）1月15日 Felis viverrina台湾に産す，動物学維誌， 45(531), 30-31.
- 1935年（昭和10年）11月15日 河馬の潜水時記録, 動物学雑誌 47(565), 760-761.
- 1937年（昭和12年） 本州及四国産の翼手目目録.博物学雑誌， Vol. 35, No. 60, 286.
- 1937年（昭和12年）5月15日 日本産哺乳動物の新名，動物学雑誌， 49(5), 195-196.
- 1937年（昭和12年）11月15日 北支のハリネズミ, 動物学雑誌 49(11), 401-402.
- 1937年（昭和12年）11月15日 スナメリの誤算, 動物学雑誌 49(11), 402.
- 1939年（昭和14年）6月15日 JaguarとPuma, 動物学雑誌 51(6), 368.
- 1940年（昭和15年）5月15日 南滿洲鐵道株式會社北滿經濟調査所編, 北滿野生哺乳類誌, 動物学雑誌 52(5), 218.
- 1940年（昭和15年）7月15日 入來重盛著, 動物實習, 解剖スケツチ篇, 動物学雑誌 52(7), 279.
- 1940年（昭和15年）9月15日 熊さんの名を負ふ動物, 動物学雑誌 52(9), 365-366.
- 1940年（昭和15年）11月15日 黒田長禮, 原色日本哺乳類圖説, 動物学雑誌 52(11), 454-455.
- 1941年（昭和16年）5月15日 太平洋協會編, 南洋諸島, 自然と資源, 動物学雑誌 53(5), 267-268.
- 1941年（昭和16年）5月15日 直良信夫著, 日本産獸類雜話, 動物学雑誌 53(5), 268.
- 1941年（昭和16年）12月15日 直良信夫著, 古代の漁獵, 動物学雑誌 53(12), 587-588.
- 1941年（昭和16年）12月15日 杉田玄白著, 緒方富雄譯, 蘭學事始, 動物学雑誌 53(12), 588, 1941-12-15
- 1942年（昭和17年）1月15日 ミツチエル著, 高谷博・朝山新一共譯, 動物の子供時代, 動物学雑誌 54(1), 29-30.
- 1942年（昭和17年）3月15日 徳田御稔著, 日本生物地理, 動物学雑誌 54(3), 127.
- 1942年（昭和17年）4月15日 田中茂穂著, 随筆集, 動物學教室, 動物学雑誌 54(4), 160.
- 1942年（昭和17年）4月15日 鹿間時夫著, 支那大陸の脊椎動物化石, 前編, 動物学雑誌 54(4), 161.
- 1942年（昭和17年）5月15日 長野縣のテングカウモリ追記, 動物学雑誌 54(5), 191-192.
- 1942年（昭和17年）6月15日 東京市役所編輯並發行, 六十週年記念, 上野恩賜公園動物，動物学雑誌 54(6), 233-234.
- 1942年（昭和17年）7月15日 渡瀬庄三郎博士に因む動物追加, 動物学雑誌 54(7), 279-280.
- 1942年（昭和17年）7月15日 山田 學校閲 山田致知著, 動物生態寫眞集, 第二輯, 動物学雑誌 54(7), 281-282.
- 1942年（昭和17年）8月15日 巴陵宣祐著, 生物學史, 下巻, 動物学雑誌 54(8), 322-323.
- 1942年（昭和17年）9月15日 大村秀雄, 松浦義雄, 宮崎一老, 共著, 鯨, その科學と捕鯨の實際, 動物学雑誌 54(9), 372-373.
- 1942年（昭和17年）11月15日 平岩米吉著, 犬と狼, 動物学雑誌 54(11), 457-458.
- 1943年（昭和18年）1月15日 常木勝次著, 戰線の博物學者, 北支・蒙古篇, 動物学雑誌 55(1), 33.
- 1943年（昭和18年）8月15日 ウォーレス著, 湯淺 明譯編, ダーウィニズム, 動物学雑誌 55(8), 302.
- 1944年（昭和19年）3月15日 田子勝彌教授の訃, 動物学雑誌 56(1・2・3), 74-75.
- 1944年（昭和19年）6月15日 丘 淺次郎博士の名を負ふ動物, 動物学雑誌 56(4・5・6), 71-72.
- 1944年（昭和19年）6月15日 高倉 卯三麿先生を偲ぶ, 動物学雑誌 56(4・5・6), 72-73.
- 1944年（昭和19年）6月15日 員各位に謹告, 高島春雄 , 碓井益雄, 動物学雑誌 56(4・5・6), 79-80.
- 1948年（昭和23年）5月20日 谷津直秀博士の名を負ふ動物, 動物学雑誌 57(9), 152.
- 1950年（昭和25年）2月 日本における動物の変遷, 学術月報 3(1), 18.
- 1950年（昭和25年）6月 太平洋戰争中に於ける日本蜘蛛類・多足類学界の動向, 蜘蛛学雑誌 12(1・2), 8-17.
- 1951年（昭和26年）2月15日 日本の近海で見られるアザラシの種類及び習性について, 岸田久吉 , 高島春雄, 動物学雑誌 60(1・2), 37-38.
- 1951年（昭和26年）9月 野生動物の一斉調査, Shoemaker Corl D. [著] , 高島 春雄 [訳], 採集と飼育 13(9), 279-283.

- 高島春雄; 野村健一 (1951), “The tendency of research organizations, scientific bodies or publications connected with zoology in Japan during the Pacific war”, Acta Arachnologica 12 (3):  51-68, doi:10.2476/asjaa.12.51

- 1952年（昭和27年）2月 上野動物園に到来の北極熊, 採集と飼育 14(2), 42-44,図1p.
- 1952年（昭和27年）4月 北極熊行脚, 哺乳動物学雑誌 1(1), 8-11, 1952-04
- 1952年（昭和27年）6月 河馬渡来考, 動物文学 18(2), 14-15.
- 1952年（昭和27年）12月 四不像盛衰史, 山階鳥類研究所研究報告 (1), 5-14.
- 1953年（昭和28年）4月15日 入水鍾乳洞の動物(分類・動物地理・生態), 土井久作, 岸田久吉, 今村泰二, 上野益三, 高島春雄, 下泉重吉, 動物学雑誌 62(3・4), 123-124.
- 1953年（昭和28年）6月 野牛渡来考, 山階鳥類研究所研究報告 (2), 45-54.
- 1953年（昭和28年）6月 貘行脚, 山階鳥類研究所研究報告 (2), 78-82.
- 1953年（昭和28年） 日本に於ける動物の変遷(1)，山階烏研報告. No. 3.
- 1954年（昭和29年）6月 日本に於ける動物の変遷(2)，山階烏研報告. No. 4.
- 1956年（昭和31年）2月5日 新來動物の御紹介II, 動物分類學會會務報告 (10), 11-12.
- 1956年（昭和31年）3月 滅びゆく日本の動物-1-, 自然 11(3).
- 1956年（昭和31年）4月 滅びゆく日本の動物-2-, 自然 11(4).
- 1956年（昭和31年）8月5日 新來動物の御紹介IV, 動物分類學會會務報告 (11), 6-9.
- 1957年（昭和32年）3月 滅びゆく世界の動物, 自然 12(3).
- 1958年（昭和33年）7月10日 鼠鹿の渡来, 動物分類學會會務報告 (18), 2-3, 1958-07-10
- 1959年（昭和34年） 五島列島陸棲動物相管見，山階烏研報告 No. 13.
- 1960年（昭和35年）5月6日 世界のバク(獏)とサイ(犀), 動物分類学会会報 (23), 6-9.